# Игрите на глада: Сойка-присмехулка – част 1
„Игрите на глада: Сойка-присмехулка – част 1“ (на английски: The Hunger Games: Mockingjay – Part 1) е американски филм от 2014 г. на режисьора Франсис Лоурънс, базиран на романа „Сойка-присмехулка“ на Сюзан Колинс, който е третият от трилогията „Игрите на глада“. Филмът е продължение на „Игрите на глада: Възпламеняване“ (2013) и е третият от филмовата поредица.

## Актьорски състав
| Актьор           | Роля                      |
| ---------------- | ------------------------- |
| Дженифър Лоурънс | Катнис Евърдийн           |
| Джош Хъчърсън    | Пийта Меларк              |
| Лиам Хемсуърт    | Гейл Хоторн               |
| Уди Харелсън     | Хеймич Абърнати           |
| Елизабет Банкс   | Ефи Тринкет               |
| Филип Хофман     | Плутарх Хевънсби          |
| Джулиан Мур      | президент Алма Коин       |
| Доналд Съдърланд | президент Кориоланъс Сноу |
| Стенли Тучи      | Цезар Фликърман           |
| Джефри Райт      | Бийти Латиер              |
| Сам Клафлин      | Финик Одеър               |
| Натали Дормър    | Кресида                   |
| Махершала Али    | Богс                      |
| Уилоу Шилдс      | Примроуз Евърдийн         |
| Пола Малкъмсън   | г-жа Евърдийн             |
| Джена Малоун     | Джоана Мейсън             |

## Награди и номинации
| Категория                         | Номиниран(и)                      | Резултат                          |
| Златен глобус (11 януари 2015 г.) | Златен глобус (11 януари 2015 г.) | Златен глобус (11 януари 2015 г.) |
| --------------------------------- | --------------------------------- | --------------------------------- |
| Най-добра оригинална песен        | „Yellow Flicker Beat“             | номинация                         |
| Сатурн (25 юни 2015 г.)           |                                   |                                   |
| Най-добър научнофантастичен филм  | Най-добър научнофантастичен филм  | номинация                         |
| Най-добра актриса                 | Дженифър Лоурънс                  | номинация                         |